# Borgvattnets kyrka
Borgvattnets kyrka är en kyrkobyggnad i Ragunda kommun och ligger mitt i samhället Borgvattnet. Den är församlingskyrka i Borgvattnets församling, Härnösands stift.

## Kyrkobyggnaden
Kyrkan uppfördes åren 1781–1782 av byggmästare Pål Persson i Stugun. Sakristian byggdes möjligen till på 1810-talet eller 1840-talet. Kyrktornet tillkom troligen 1835. Kyrkan har en stomme av liggtimmer och består av rektangulärt långhus med ett rakt avslutat kor i öster och torn i väster. Sakristian är en utbyggnad norr om koret. Ytterväggarna är belagda med puts.

## Inventarier
- Nuvarande predikstol tillverkades 1844–1845 av Pehr Carlsson i Hosjö. Tidigare användes en predikstol som var tillverkad 1690 av Jonas Olofsson Bråss och inköpt från Haverö kyrka.
- Altaruppsatsen består av ett kors med svepduk med inramning som tillkom 1844–1845.
- Orgeln byggdes 1952 av den tyska firman Walcker Orgelbau. Tidigare användes ett harmonium.